# GBU-12 Paveway II

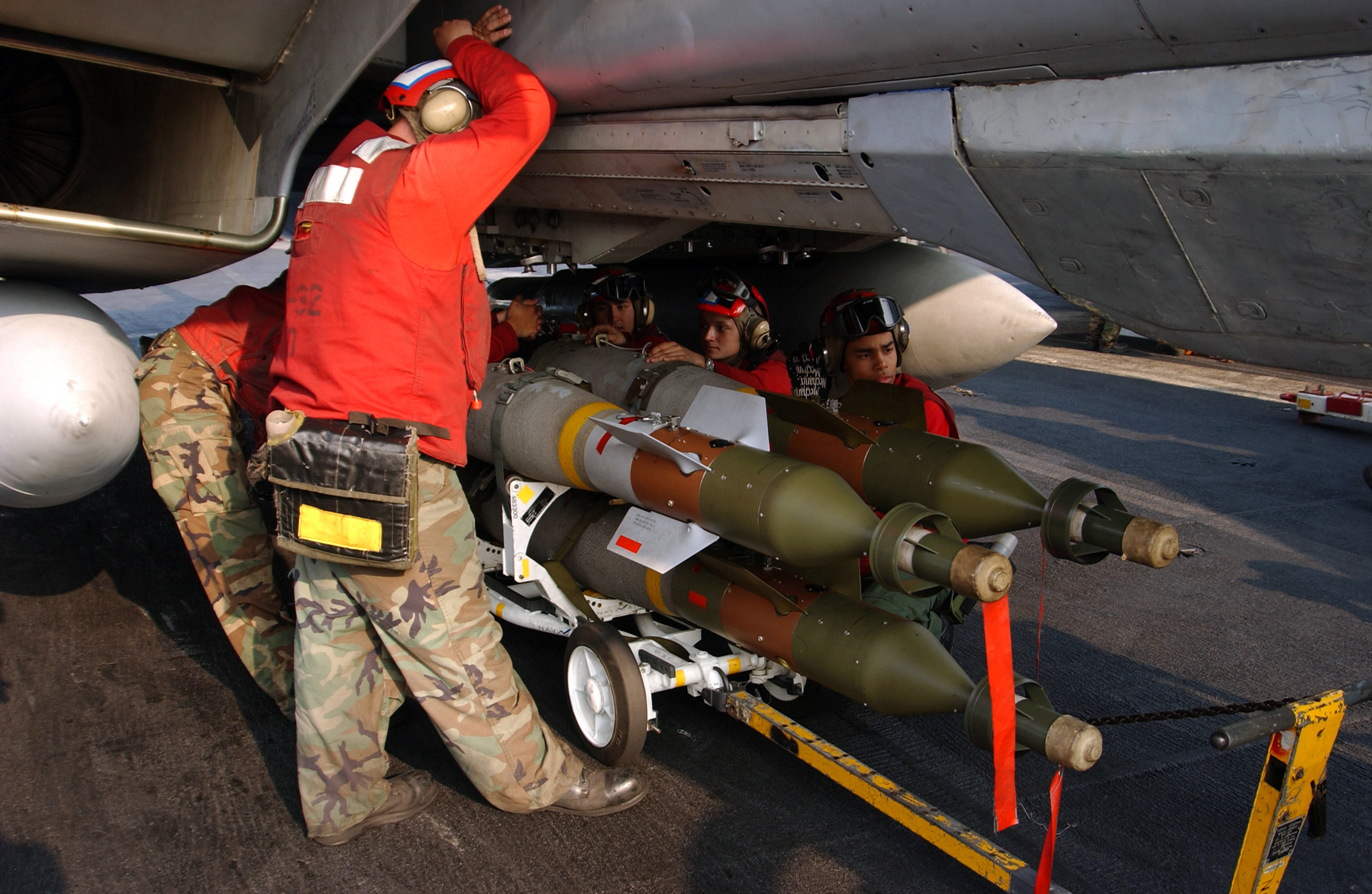
Příslušníci námořnictva Spojených států upevňují bomby GBU-12 na letoun F-14B Tomcat (2004).

GBU-12 PAVEWAY II je americká letecká laserem naváděná bomba, která je založená na klasické bombě Mk. 82 o hmotnosti 500 liber (227 kg) s přidaným nosem pro vyhledávání značkovacího laseru s počítačovou řídicí jednotkou a řiditelnými aerodynamickými plochami (kormidly) pro řízení bomby. Zbraň patří do rodiny obdobných zbraní s označením PAVEWAY. Patří mezi tzv. „chytré bomby“.
Ve výzbroji je od roku 1976 dodnes. V současné době je používána ozbrojenými složkami Spojených států amerických (USAF, US Navy a USMC), kanadským letectvem, kolumbijským letectvem, letectvy několika států NATO a dalších zemí po celém světě. Používá ji i česká armáda.

## Vývoj a výroba
Bomby GBU-12 (podobně jako ostatní bomby označené PAVEWAY) jsou vyráběny zbrojařskými společnostmi Lockheed Martin a Raytheon. Společnost Raytheon zahájila výrobu poté, co zakoupila výrobní linku od společnosti Texas Instruments. Společnost Lockheed Martin se připojila ke kontraktu společnosti Raytheon během výpadku ve výrobě, který byl způsobený přemísťováním výroby z Texasu. Označení „Paveway II“ se vztahuje spíše než na zbraň na naváděcí a řídicí soupravu, která je montována na klasickou „hloupou“ bombu. Příkladem je například puma GBU-16 Paveway II, která používá stejnou soupravu, která je však namontována na klasické bombě Mk. 83 o hmotnosti 1 000 liber (454 kg).
Nejnovější verze bomb GBU-12, které jsou označovány EGBU-12 (Enhanced GBU-12), jsou vybaveny i řízením pomocí signálu GPS. To jim umožňuje použití i za špatného počasí. Pomocí signálu GPS může být bomba přesně navedena na cíl, jehož souřadnice však musí být předem známy. Společnost Raytheon vyrábí GBU-12 v Arizoně, Texasu a Novém Mexiku. Společnost Lockheed Martin soustředila svou výrobu ve státě Pennsylvania.
Laserem řízené bomby jsou často nazývány „chytré bomby“, protože jsou schopné padat na cíl po nebalistické dráze, ale navádějí se podle laseru, kterým je zamýšlený cíl označen. Specifikace vydané společností Raytheon pro soupravu Paveway II uvádějí, že 99% takto řízené munice dopadne na cíl s odchylkou do 3,6 stopy (1 m) oproti klasickým neřízeným bombám svržených za stejných podmínek, které v 99% případů dopadnou v okruhu 310 stop (94,5 m) kolem cíle.

## Popis funkce
Pro správnou funkci je nezbytné, aby byl zamýšlený cíl ozařován laserem z laserového značkovače, který může být umístěn na jiném letounu nebo ovládán pozemní obsluhou. Vyhledávací hlavice bomby se zaměří na značku tvořenou energií laseru, který se odráží od cíle.
Bomba nemá vlastní pohon. K cíli se pohybuje klouzavým pádem po odhození z dostatečné výšky, přičemž je tento pád řízen výklopnými řídicími plochami. Tento systém řízení je znám pod označením „bang bang“. To znamená, že tyto „ploutve“ se vysunou vždy na určitou dobu naplno, když je třeba upravit dráhu letu, místo toho, aby se vysouvaly částečně a průběžně upravovaly dráhu letu. Například, pokud systém na základě laserového signálu rozhodne o úpravě dráhy, vysune kormidla naplno, a tím dojde k příliš velké úpravě dráhy. Následuje korekce dráhy na opačnou stranu a tak dále. Bomba tedy padá na cíl po dráze, která má tvar jakési sinusoidy.

## Operační nasazení

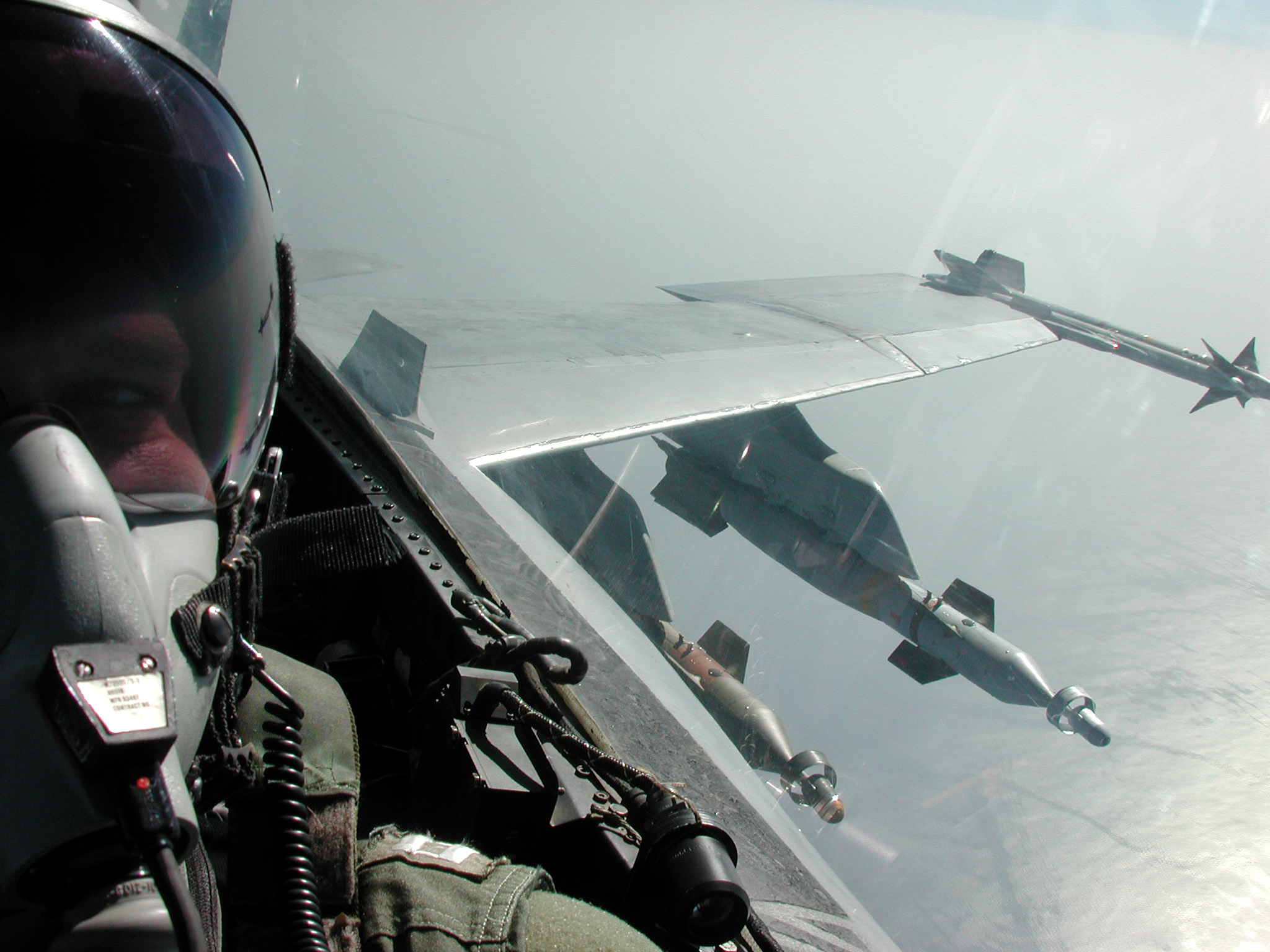
Dvě bomby GBU-12 pod křídlem letounu F/A-18 Hornet během operací v Afghánistánu (2001).

První laserem naváděné pumy odzkoušely Spojené státy americké ve válce ve Vietnamu. Pumy GBU-12 Paveway II však byly zavedeny až po skončení tohoto konfliktu. Prvního skutečně velkého nasazení se tedy dočkaly až ve válce v Perském zálivu. Od té byly bomby použity ve všech konfliktech, ve kterých se angažovaly síly Spojených států nebo sil NATO. Tyto bomby mohou nést i bezpilotní letouny, které byly hojně využívány ve válce v Afghánistánu.